# Andrzej Przybielski
Andrzej Grzegorz Przybielski (n. 9 august 1944, Bydgoszcz, Polonia; d. 9 februarie 2011) a fost un trompetist polonez, reprezentant al stilului Avant-garde jazz,  Free Jazz.

## Cariera muzicală
Andrzej Przybielski a absolvit  Școala Tehnică de Bydgoszcz, a debutat în jazz-ul tradițional și a cantat cu Bogdan Ciesielski și Jacek Bednarek într-un grup numit ”Traditional Jazz Group”. Până la mijlocul anilor '60, a cantat la corn și la trompetă în stiluri de blues și Dixieland, avand ca modele pe Dizzy Gillespie și Miles Davis.
În 1968, împreună cu ”Gdansk Trio”, a câștigat premiul ”Jazz nad Odrą” (Jazz pe malul Odrei), iar în 1969, a participat alături de Formacja Muzyki Wspolczesnej – Formația de muzică contemporană, fondată de Andrzej Kurylewicz, la festivalul Jazz Jamboree.
Mai târziu a compus pentru mai multe teatre, precum Teatrul Național din Varșovia (Teatr Narodowy w Warszawie), pentru Teatr Witkacy din Zakopane și a colaborat cu renumiți muzicieni de jazz din Polonia, precum: Helmut Nadolski, Jacek Bednarek, Andrzej Kurylewicz, Czesław Niemen, Tomasz Stańko, Stanisław Sojka, Adam Hanuszkiewicz, Wanda Warska, frații Oleś - Marcin și Bartłomiej, Ryszard Tymon Tymański, Wojciech Konikewicz și Józef Skrzek. De asemenea a fost cofondator și co-director al formațiilor muzicale Sesja, Big Band Free Cooperation și Acoustic Action.
La începutul anului 1990 în orașul său natal, Bydgoszcz, a format primul său grup, intitulat “Asocjacja Andrzeja Przybielskiego” (Asociația Andrzej Przybielski) compus de: Karol Szymanowski (vibrafon), Andrzej Kujawa (chitară bas), Józef Eljasz (instrument de percuție). Un an mai târziu a format o trupă împreună cu Grzegorz Nadolny (chitară bas) și Grzegorz Daroń (instrument de percuție). Însă domeniul în care s-a simțit cel mai creativ a fost Asociația Andrzej Przybielski cu care a atins popularitate la nivel național și european cântând cu entuziasmul său captivant până la sfârșitul vieții sale.
A contribuit și la dezvoltarea stilului yass în clubul Mózg (Creierul) din Bydgoszcz, cel mai important auditoriu al stilului yass polonez unde a cântat însoțit de trupe, precum Sing Sing Penelope și NRD.
Andrzej Przybielski s-a stins din viață în data de 9 februarie 2011, înmormântarea lui a avut loc pe 15 februarie la cimitirul comunal din Bydgoszcz.
În data de 9 februarie 2012, la un an de la moartea sa, Zdzisław Pająk a publicat biografia intitulată  “Maluj muzykę, bracie. Andrzej Przybielski 1944-2011” (Pictează muzica, frate. Andrzej Przybielski 1944-2011).

## Discografie
- Jazz Jamboree 1969 - Andrzej Przybielski Quartet Żeberówka (1969, compoziția nr. 2)
- Jazz Jamboree 1970 - Andrzej Kurylewicz - Formația de muzică contemporană & Wanda Warska (1970, compoziția nr. 3 - 6)
- Czeslaw Niemen – Niemen vol. 2 Marionetki (Marionete) (1973)
- SBB – Sikorki  (1973–1975)
- SBB – Wicher w polu dmie (Suflă vântul) (1973–1975)
- Niobe – TV show (1975)
- Andrzej Przybielski/Aleksander Korecki – Lykantropia, animator: Piotr Dumała (1981)
- Stanisław Sojka – Sojka Sings Ellington (1982)
- Andrzej Przybielski – W sferze dotyku (În lumea atingerii) (1984)
- Biezan/Dziubak/Mitan/Nadolski/Przybielski – Klub Muzyki Nowej Remont (1984)
- Przedstawienie Hamleta we wsi Głucha Dolna – TV show (1985)
- Free Cooperation – Taniec Słoni (Dansul elefanților) (1985)
- Green Revolution – coloana sonoră a filmului Na całość (1986)
- Free Cooperation – In the Higher School (1986)
- Tomasz Stańko – Peyotl Witkacy (1988)
- Stanisław Sojka – Radioaktywny (1989)
- Free Cooperation – Our Master's Voice (1989)
- Variété – Variété (1993)
- Stół Pański – Gadające drzewo (Copacul vorbitor) (1997)
- Mazzoll, Kazik e Arythmic Perfection – Rozmowy s catem (1997)
- Maestro Trytony – Enoptronia (1997)
- Tribute to Miles Orchestra – Live - Akwarium, Warszawa (1998)
- Stanisław Sojka & Andrzej Przybielski – Sztuka błądzenia (Plimbare artistică) (1999–2000)
- Custom Trio – Free Bop (2000)
- The Ślub – Pierwsza (Primul) (2000)
- Custom Trio (Andrzej Przybielski/Marcin Oleś/Brat Oleś/Janusz Smyk) – Live (2001)
- Andy Lumpp Trio & Andrzej Przybielski – Music From Planet Earth (2000)
- Tymon Tymański & The Waiters – Theatricon Plixx (2001)
- KaPeLa Trio & Andrzej Przybielski – Barwy przestrzeni (Culorile spațiului) (2002) - nepublicat
- The Ślub – Druga (Al doilea) (2002) – nepublicat
- Orkiestra Świętokrzyska (Orchestra Sfânta Cruce) – Wykłady z Geometrii Muzyki (Lecții despre geometria muzicii) (2003)
- Andy Lumpp Trio & Andrzej Przybielski – Musica Ex Spiritu Sancto (2003)
- Konikiewicz/Przybielski – Antyjubileusz (Anti-Jubileu) (2003) – nepublicat
- United Power of Fortalicje – Live - Teatr Performer, Zamość (2003) – nepublicat
- Transtechnologic Orchestra (Przybielski, Konikiewicz) 2CD – Live - Teatr Mały, Warszawa (2003) – nepublicat
- Andrzej Przybielski/Marcin Oleś/Brat Oleś – a compus muzica spectacolului TV Pasożyt (Paraziții) (2003)
- Andrzej Przybielski/Marcin Oleś/Brat Oleś – Abstract (2005)
- Asocjacja Andrzeja Przybielskiego (Asociația Andrzej Przybielski: Andrzej Przybielski (trompetă), Yura Ovsiannikow (saxofon), Grzegorz Nadolny (chitară bas) e Grzegorz Daroń (instrument de percuție)) - Sesja Open (2005) – concert omagiu pentru Andrzej Przybielski în data de 16 august 2011 la Casa Municipală de Cultură din Bydgoszcz.
- Green Grass - Blues dla Majki (Blues pentru Majka) (2007)
- The Ślub – Trzeciak (Al treilea) (2010) - nepublicat
- Sing Sing Penelope et Andrzej Przybielski – Stirli People (2010)
- Question Mark – Laboratory (2010)
- Andrzej Przybielski/Marcin Oleś/Brat Oleś – De Profundis (2011)
- Andrzej Przybielski / Jacek Mazurkiewicz / Paweł Osicki - Tren Żałobny (2011)

## Premii și distincții
Ordinul Polonia Restituta, Crucea Cavalerului (Krzyż Kawalerski) - Obținut după moartea sa, pe 14 februarie 2011.